# Бюльбюль рябогрудий
Бюльбю́ль рябогрудий (Ixodia squamata) — вид горобцеподібних птахів родини бюльбюлевих (Pycnonotidae). Мешкає в Південно-Східній Азії.

## Підвиди
Виділяють три підвиди:
- I. s. webberi Hume, 1879 — Малайський півострів і Суматра;
- I. s. squamata (Temminck, 1828) — Ява;
- I. s. borneensis (Chasen, 1941) — Калімантан.

## Поширення і екологія
Рябогруді бюльбюлі мешкають на Малайському півострові, на Суматрі, Калімантані, Яві та на сусідніх островах. Вони живуть у вологих рівнинних тропічних лісах. Зустрічаються на висоті до 1000 м над рівнем моря.

## Збереження
МСОП класифікує стан збереження цього виду як близький до загрозливого. Рябогрудим бюльбюлям загрожує знищення природного середовища.